# Talapoptera affinis
Talapoptera affinis är en fjärilsart som beskrevs av Pieter Cornelius Tobias Snellen 1895. Talapoptera affinis ingår i släktet Talapoptera och familjen nattflyn. Inga underarter finns listade i Catalogue of Life.